# Pädagogium Bützow

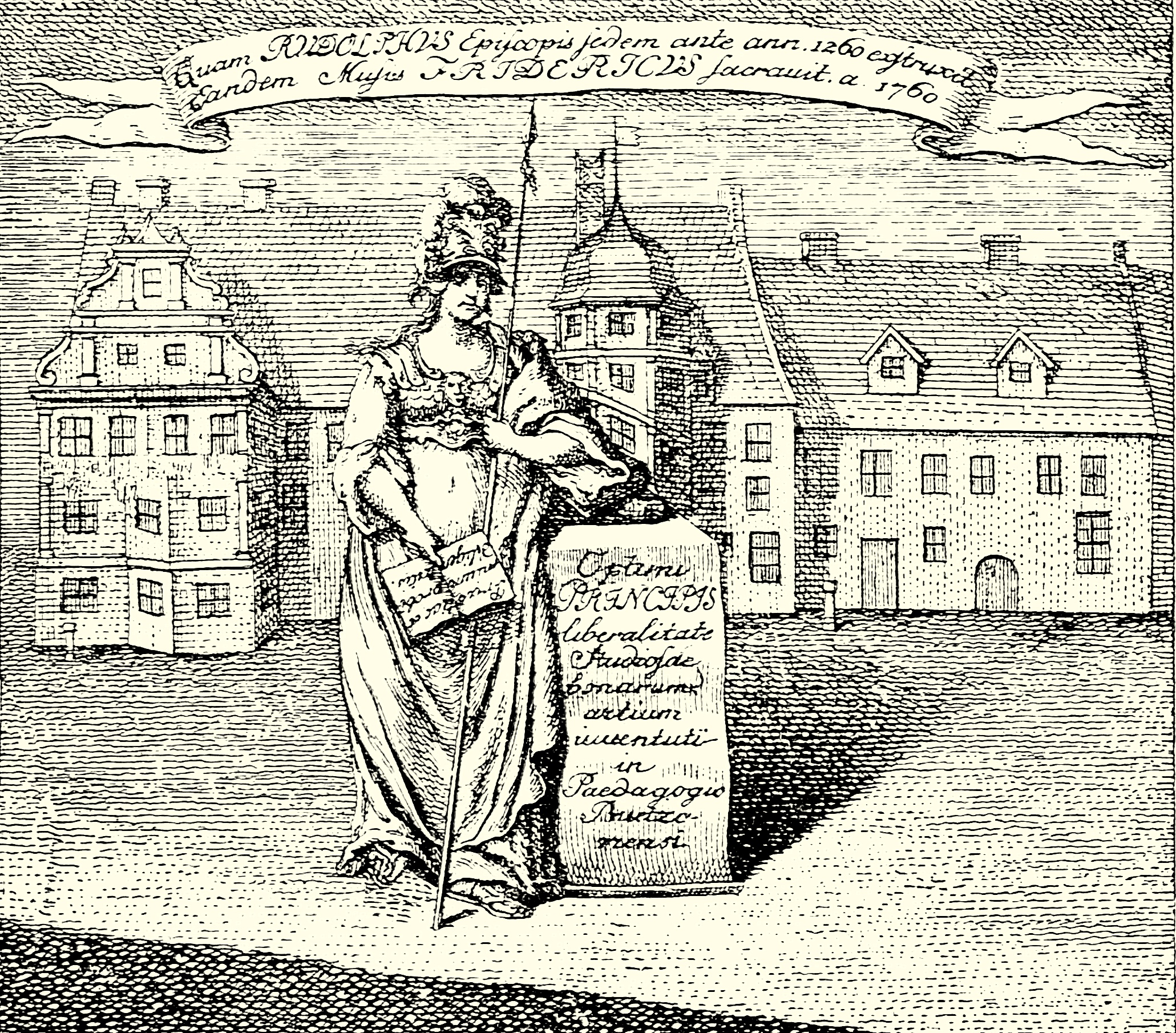
Holzstich des Pädagogium Bützow

Das Herzogliche Pädagogium zu Bützow war das Pädagogium der Friedrichs-Universität in der Stadt Bützow. Es bestand vom 1760 bis 1780.

## Geschichte

### Gründung
Mecklenburg-Schwerin steckte damals mitten im Siebenjährigen Krieg und seit der Wallenstein Zeit gab es keinen längeren Frieden. Die wirtschaftlichen Verhältnisse des Landes waren zu schwach, es fehlte auch an den Männern von ausreichender Erfahrung und Tatkraft.

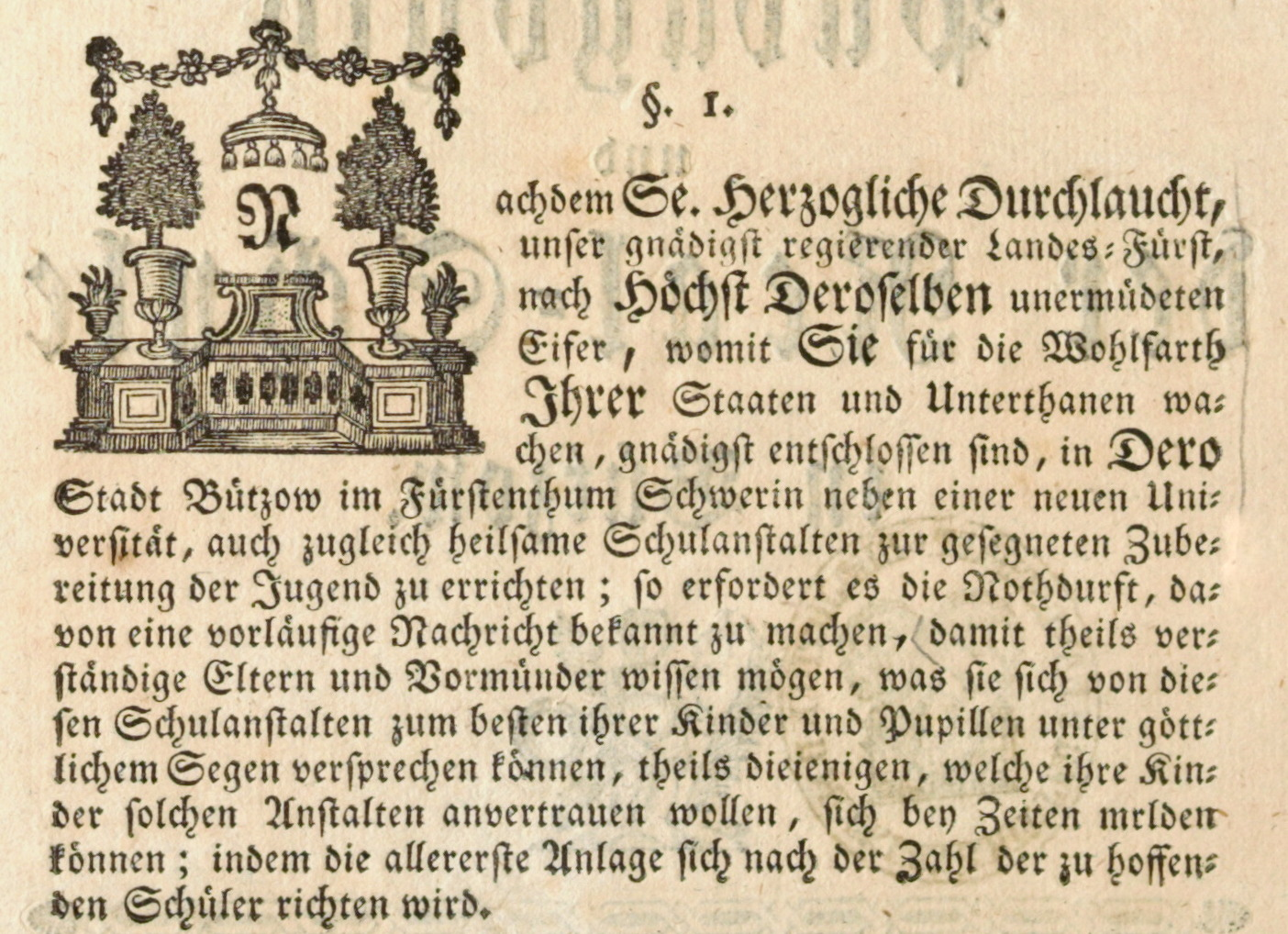
Vorläufige Nachricht, von dem Pädagogio zu Bützow (1760)

Als Friedrich, Herzog zu Mecklenburg [-Schwerin], 1760 den Herzoglichen Teil der Universität von Rostock nach Bützow verlegte, beschloss er, gleichzeitig mit der Universität ein pädagogisches Institut zu errichten. Dieses sollte im Gegensatz zu den Gelehrtenschulen eine Nachbildung der Berliner Realschule sein; nach der Art der Franckeschen Stiftungen zu Halle (Saale) und des Tübinger Stifts. Junge Theologen, die von der Universität kamen, sollte zugleich die Gelegenheit zu Unterricht und Fortbildung erhalten.
Durch einen Besuch des Pädagogiums war Hochschulreife (Abitur) nicht zu erlangen. Gewöhnlich wechselten die Zöglinge deshalb am Ende von Bützow aus an eine der alten Gelehrtenschulen (oft an die nächstgelegene Domschule Güstrow), um dort die Abiturprüfung abzulegen.
Zunächst waren es nur ein Schülerpensionär und sieben Stadtschüler, die sich im Herbst 1760 einstellten, ein Ergebnis, das allen Aufwendungen, vor allem dem Umbau des Schlosses, in keiner Weise entsprach.

### 1760–1780

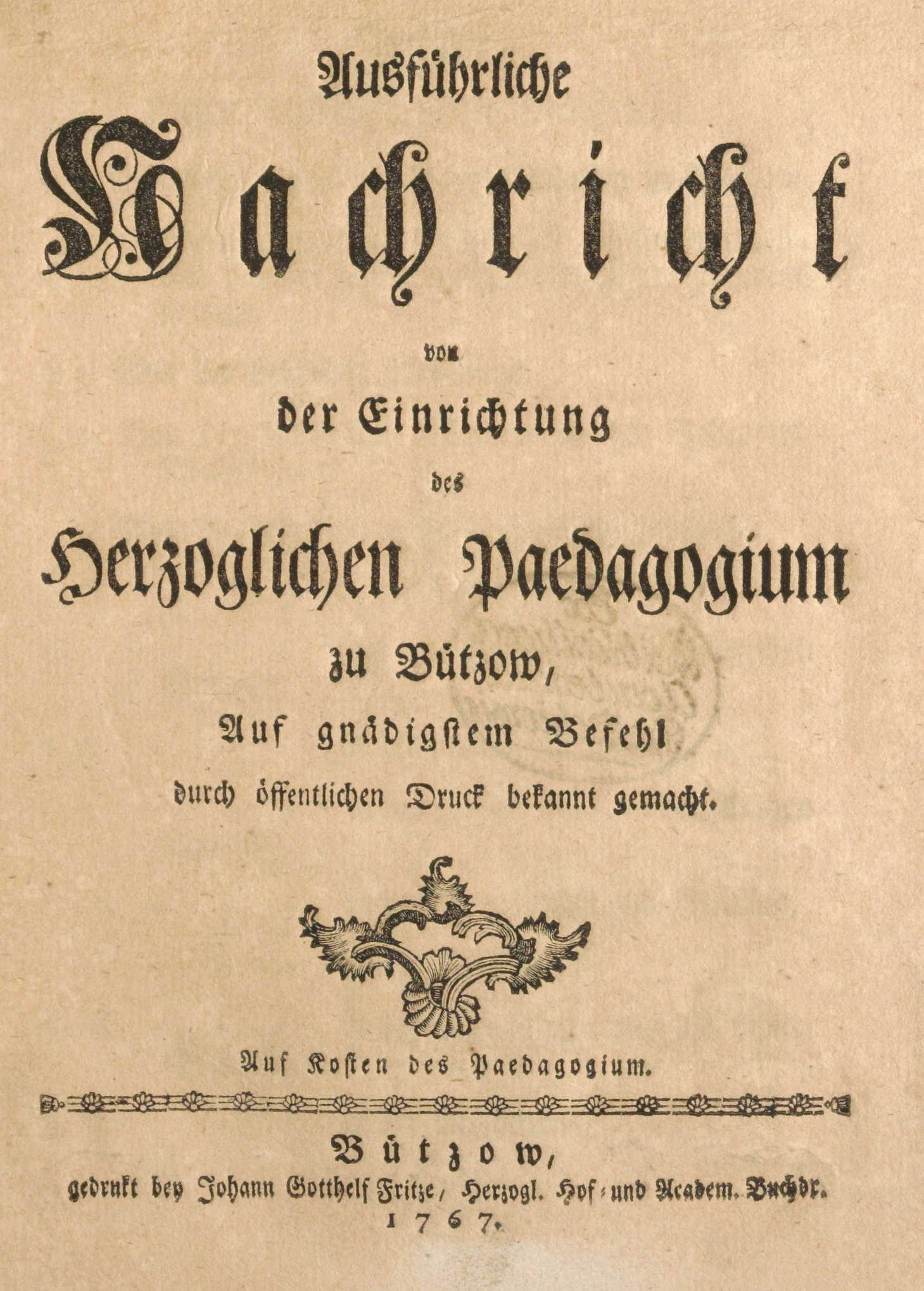
Ausführliche Nachricht von der Einrichtung des Paedagiums zu Bützow (1767)

Erster Direktor des Pädagogischen Instituts wurde der Kameralist Daniel Gottfried Schreber (1708–1777), der als Professor der Philosophischen Fakultät an der Bützower Universität Ökonomie und Kameralwissenschaften lehrte. Schon Ostern 1761 wurde erwogen, das Pädagogium zu schließen. Der Herzog war der Meinung, dass nur Professor Schreber für diese Kalamität verantwortlich war und entließ ihn. Neuer Schulleiter wurde 1761 Gotthilf Traugott Zachariae, der mit einem neuen Plan die Gunst des Herzogs erlangen konnte. Er vertrat die Ansicht, dass das Pädagogium nur als Vorbildungsanstalt für die Universität dienen und den Charakter eines Gymnasiums erhalten sollte. Zachariae senkte die Kosten für Schulpensionäre und Scholaren erheblich. Widrige Zustände am Schulgebäude und Intrigen der Lehrerschaft gegen ihn veranlassten Zachariae 1765, um seinen Abschied zu bitten, zumal er einen Ruf als Professor nach Göttingen erhalten hatte. Auf Vorschlag des Rektors der Universität Bützow, Wenceslaus Johann Gustav Karsten, wurde Professor Johann Nicolaus Tetens vom Herzog mit der Leitung des Pädagogiums beauftragt. Unter Tetens nahm die Anstalt eine enorme Entwicklung, ihr Ruf drang bald bis ins Ausland. Zeitweilig vermochte sie sich sogar durch das Internat selbst zu erhalten. Die Schule betonte, im Gegensatz zu den bisherigen Plänen, den Begriff der Erziehung in besonderem Maße. Ihrem Unterrichtsziel nach war sie eine Art Realschule. Zwar wurde Latein als grundlegendes Fach in vier Klassen gelehrt. Aber in drei Klassen gab es Französisch. Daneben wurden Griechisch, Englisch, Hebräisch und Italienisch als Fremdsprachen eingeführt. Es stand im Belieben des Einzelnen, hinsichtlich der Fremdsprachen eine Auswahl zu treffen. Daneben wurde Mathematik, Naturgeschichte, Deutsch, Geschichte, Geographie, Philosophie, Mythologie und Wappenkunde vermittelt. Als Körperliche Ergänzung wurde Fechten und Tanzen angeboten.
Um die Attraktivität der Anstalt zu erhöhen, erließ der Herzog am 16. September 1767 eine Ausführliche Nachricht von der Einrichtung des Paedagiums zu Bützow. Dieses hatte den Zweck:

„Es soll der Jugend allerley Standes, von dem neunten Jahr ihres Alters ohngefehr an, bis auf die Zeit, in welcher sie zu ihrem künftigen Betriebe und Stand näher angeführt werden kann, der christlichen Erziehung verschaffet werden.“

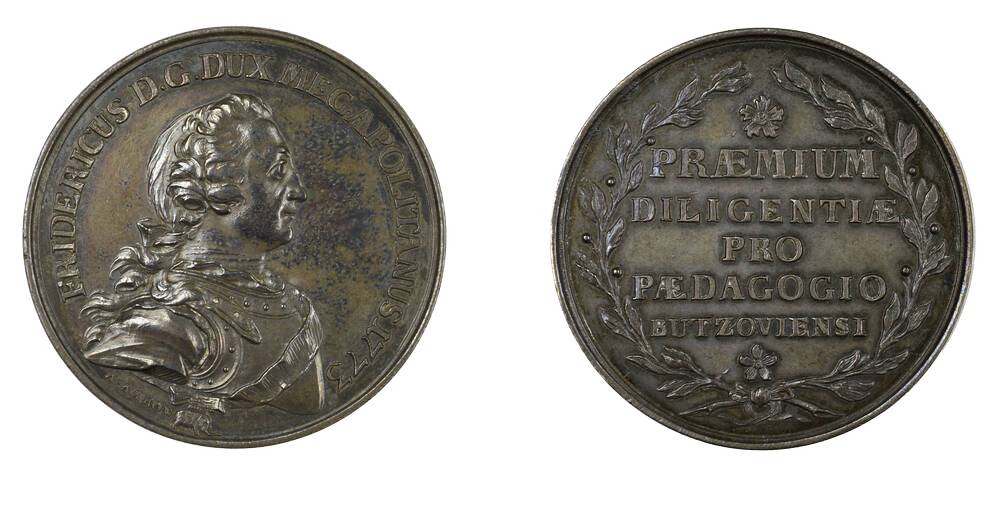
Herzogliche Silbermedaille des Pädagogiums 1773

So sollten nicht nur die Studierenden gewonnen werden, sondern auch Kaufleute, Landwirte, Künstler und Soldaten. Doch diese Vorsätze ließen sich nicht durchsetzten, da sich unter den Präzeptoren Widerstand regte. Nach fünf Jahren als Direktor erwirkte Tetens 1771 vom Herzog seine Entlassung. Mit dem, von Herzog 1768 an die Universität in Bützow als Professor der Theologie berufenen Konsistorialrat Friedrich Maximilian Mauritii fand man 1771 einen neuen Direktor. Auch ihm gelang es nicht, dem Pädagogium zu neuem Aufschwung zu verhelfen.
Am 24. Dezember 1771 berief der Herzog den Pastor Valentin Christoph Möller (1734–1788) zum Direktor und zugleich als zweiter Prediger an der Stiftskirche zu Bützow. Pastor Möller legte dem Landesherren sein Programm der Umstrukturierung vor, womit der Herzog einverstanden war. Möller konnte zu Ostern sein Amt antreten. Ihm standen sieben Präzeptoren zur Seite: Wankel, Neubauer, Wegner, Karsten, J. Walter, R. Walter und Biester. Musketier Schröder gab Privatstunden in Musik und Singen, dazu erteilte Schreibmeister Glade Unterricht im Schreiben, Tanzen und Fechten. Die Anzahl der Scholaren wuchs wieder. Am 3. Mai 1773 wurde das von Möller geforderte Examen mit 50 Schülern zu ersten male durchgeführt. Dies geschah unter der Aufsicht des vom Herzog bestimmten Kommissars Claus Dethloff von Oertzen (1736–1822). Für gute Leistungen wurden Prämien an die Schüler vergeben. Diese waren entweder Bücher oder Medaillen in Silber, die von Herzog gestiftet waren. Bereits nach dem zweiten öffentlichen Examen am 15. April 1774 musste der wiederum zum Herzoglichen Kommissar ernannte von Oertzen feststellen, dass die Schule viel versäumt hätte. Er fordert daher, dass bei künftigen Examen die Professoren als die dazu Berufenen an dem Examen teilnehmen und persönlich zu prüfen hätten.

### Auflösung
Die Ursachen, dass die Anstalt immer weiter an Bedeutung verlor, waren permanente Streitigkeiten mit den Lehrern und Eltern wegen der Bestrafung einiger Schüler, die sich Ausschreitungen hatten zuschulden kommen lassen. Auch die immer wieder vorgetragenen Anfechtungen bezüglich der Examensergebnisse sowie die Streichung der Freistellen waren Ursachen dafür. Direktor Möller wurde dafür verantwortlich gemacht. Er erhielt zu Ostern 1776 seinen Abschied. Trotz aller Rückschläge sprach er sich in seiner Abschiedspredigt wohlwollend über die Universität aus.
Letzter Direktor wurde der bereits 1771 im Amt tätige Friedrich Maximilian Mauritii. Dieser entwickelte jedoch wie schon bei seiner ersten Amtszeit keinerlei Initiative, so dass der Herzog sich entschloss, das Pädagogium zu schließen. Er teilte am 10. September 1780 dem Direktor mit, dass er Willens sei, „das Paedagogium in dem nächst bevorstehenden termino Michaelis aufzuheben“. Am 29. September 1780 schloss die Schule nach 20 Jahren.

## Direktoren
- 1760–1761: Daniel Gottfried Schreber
- 1761–1765: Gotthilf Traugott Zachariae
- 1765–1770: Johann Nicolaus Tetens
- 1771–1771: Friedrich Maximilian Mauritii
- 1771–1776: Valentin Christoph Möller
- 1776–1780: Friedrich Maximilian Mauritii

## Schüler (Auszug)
- Adolf von Bassewitz
- Peter Wilhelm Delagarde (1759–1842)
- Georg Detharding
- Friedrich Jakob Floerke (1758–1799)
- Heinrich Gustav Flörke
- Lorenz Karsten
- Friedrich August Mehlen
- Carl Friedrich Voigt